# Краншабан
Краншабан (фр. Cramchaban) насеље је и општина у западној Француској у региону Поату-Шарант, у департману Приморски Шарант која припада префектури Rochelle.
По подацима из 2011. године у општини је живело 619 становника, а густина насељености је износила 38,54 становника/km². Општина се простире на површини од 16,06 km². Налази се на средњој надморској висини од 10 метара (максималној 33 m, а минималној 1 m).

## Демографија
| 1962. | 1968. | 1975. | 1982. | 1990. | 1999. | 2011. |
| ----- | ----- | ----- | ----- | ----- | ----- | ----- |
| 559   | 619   | 503   | 534   | 516   | 515   | 619   |

График промене броја становника у току последњих година